# Ali El Khattabi
Ali El Khattabi (arabisch علي الخطّابي, DMG ʿAlī al-Ḫaṭṭābī; * 17. Januar 1977 in Schiedam) ist ein ehemaliger marokkanischer Fußballspieler.

## Karriere

### Verein
El Khattabi begann in seiner Geburtsstadt Schiedam beim Schiedamse Voetbalclub Door Plicht Winnen mit dem Fußballspielen. 1988 wechselte er in die Jugendabteilung des größeren Klubs vor Ort zum SVV Schiedam. Ab 1990 spielte er in der Jugend von Sparta Rotterdam. Dort rückte er 1995 in den Kader der ersten Mannschaft auf. Nach einer Saison wechselte er zum SC Heerenveen.
In der Winterpause der Saison 1998/99 kehrte er von dort zu Sparta zurück. Als zweitbester Torschütze der Saison 2000/01 hinter Mateja Kežman trug er mit 21 Saisontoren maßgeblich zum Klassenerhalt von Sparta in der Eredivisie über die Relegation bei. Anschließend wechselte er zum Ligarivalen AZ Alkmaar, für den er bis 2005 spielte. Zur Saison 2005/06 wurde er an die RBC Roosendaal verliehen. Mit nur einem Treffer in 19 Spielen konnte er den Abstieg des Klubs als abgeschlagener Tabellenletzter nicht verhindern.
Nachdem sein ausgelaufener Vertrag nach dem Ende der Leihe von Alkmaar nicht verlängert worden war und er keinen neuen Klub gefunden hatte, beendete El Khattabi im September 2006 seine Profikarriere.

### Nationalmannschaft
Aufgrund seiner marokkanischen Wurzeln war El Khattabi für die marokkanische Nationalmannschaft spielberechtigt. Anlässlich der Weltmeisterschaft 1998 in Frankreich wurde er von Nationaltrainer Henri Michel in das marokkanische Aufgebot berufen. In der Vorrunde des Turniers kam er zu zwei Kurzeinsätzen, als er in den Spielen gegen Norwegen und Brasilien kurz vor Spielende jeweils für Abdeljalil Hadda eingewechselt wurde.
Zwischen 1997 und 2005 bestritt El Khattabi insgesamt zehn Länderspiele für Marokko, in denen er ein Tor erzielte.

## Privates
El Khattabi leidet an Flugangst, weshalb er bei internationalen Auswärtsspielen seiner Klubs und der marokkanischen Nationalmannschaft nur eingeschränkt zur Verfügung stand.
Seit seinem Karriereende ist er als Immobilienmakler und Spielervermittler tätig.